# Wierre-Effroy
Wierre-Effroy  (nl.: Heimfriedswilder)  ist eine französische Gemeinde mit 845 Einwohnern (Stand: 1. Januar 2022) im Arrondissement Boulogne-sur-Mer im Département Pas-de-Calais in der Region Hauts-de-France. Wierre-Effroy gehört zum Kanton Desvres (bis 2015: Kanton Marquise).  

## Geographie
Wierre-Effroy liegt etwa 22 Kilometer südwestlich von Calais und etwa 13 Kilometer nordöstlich von Boulogne-sur-Mer. Im Norden begrenzt der Slack die Gemeinde. Sie gehört zum Regionalen Naturpark Caps et Marais d’Opale.
Umgeben wird Wierre-Effroy von den Nachbargemeinden Rinxent im Norden, Réty im Osten und Nordosten, Belle-et-Houllefort im Süden und Südosten, Conteville-lès-Boulogne im Süden, Pernes-lès-Boulogne und Pittefaux im Südwesten, Maininghen-Henne im Westen und Südwesten, Offrethun im Westen sowie Marquise im Nordwesten.
Die Einwohnerzahl ist seit dem 18. Jahrhundert annähernd konstant bei etwa 700 Einwohnern.
| 1962                      | 1968 | 1975 | 1982 | 1990 | 1999 | 2006 | 2012 |
| ------------------------- | ---- | ---- | ---- | ---- | ---- | ---- | ---- |
| 629                       | 664  | 569  | 619  | 707  | 747  | 777  | 775  |
| Quelle: Cassini und INSEE |      |      |      |      |      |      |      |

## Sehenswürdigkeiten
- Kirche Saint-Pierre aus dem 12. Jahrhundert
- Kirche Saint-Laurent in Hesdres aus dem 12. Jahrhundert
- Kapelle Sainte-Godeleine
- Der Gutshof im Tal (Ferme du Val), seit 1926 Monument historique
- Herrenhaus aus dem 16. Jahrhundert

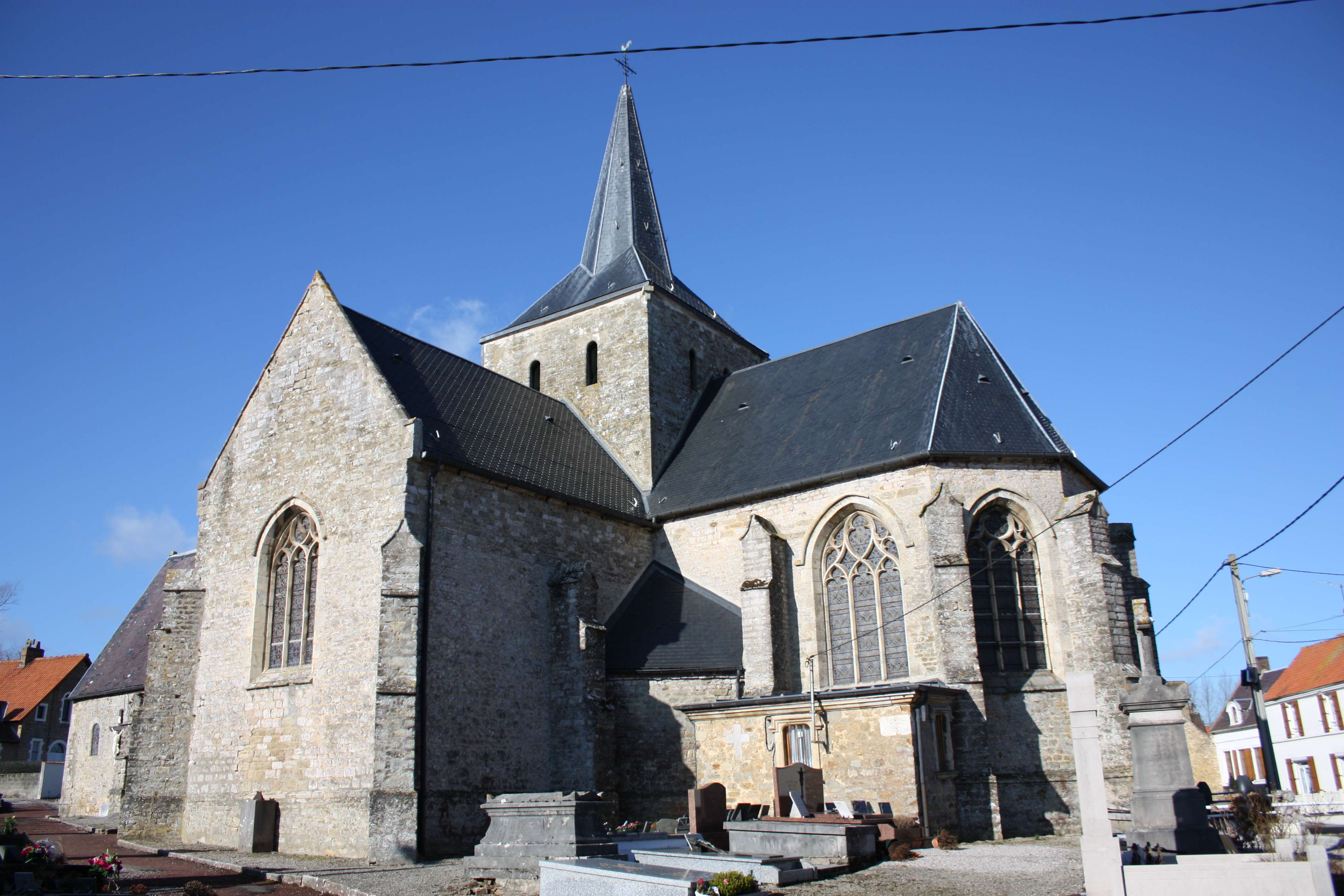
Kirche Saint-Pierre
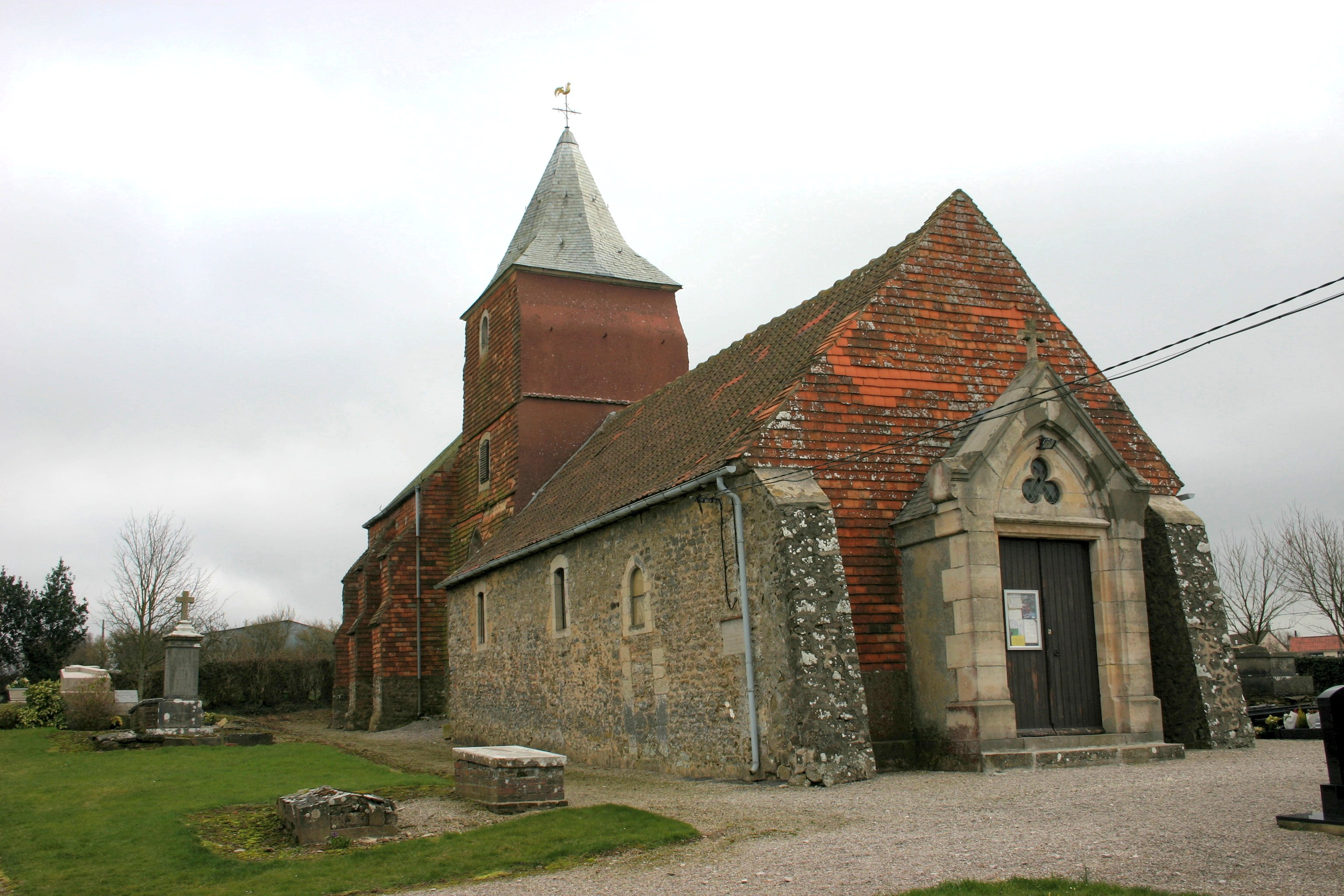
Kirche Saint-Laurent
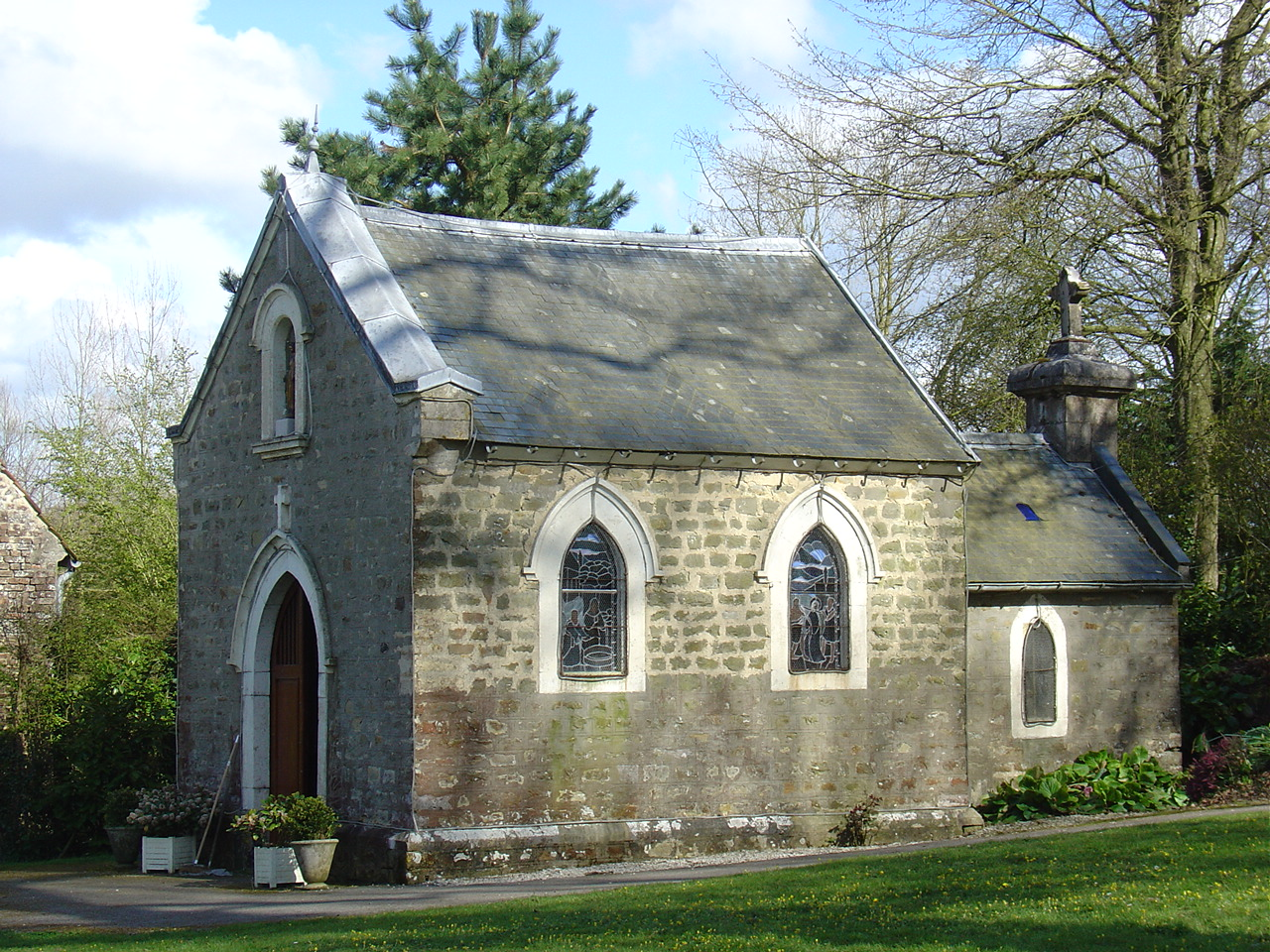
Kapelle Sainte-Godeleine

## Persönlichkeiten
- Godeleva (frz. Godeleine, um 1052–1070), Heilige der katholischen Kirche (Märtyrerin), auf Burg Londefort geboren (heutiges Gemeindegebiet)